# Cimolodon
Cimolodon és un gènere extint de mamífers multituberculats de la família dels cimolodòntids que visqueren a Nord-amèrica des del Cretaci superior fins al Paleocè inferior, fa entre 61,7 i 99,6 milions d'anys. Se n'han trobat restes fòssils al Canadà i els Estats Units. Eren uns dels pocs mamífers dotats d'esmalt gigantoprismàtic, és a dir, amb prismes de diàmetre molt superior a l'habitual (7-13 µm contra 2-5 µm). El nom genèric Cimolodon significa ‘dent del Cretaci’.